# Selkuniq
Selkuniq fou una comarca del Taron, centrada a Olakan (fortalesa del Taron) governada pels Selkuni.
Els prínceps van revoltar vers el 300 contra l'adopció pel rei d'Armènia de la religió cristiana, amb ajut del rei Shapur II de Persia, però foren derrotats per un Mamiconi que va rebre el feu del vençut. Els Selkuni van recuperar més tard el feu o una part i el governaven ja vers el 390. Airuk Selkuni era nakharar el 451 i va participar en la rebel·lió nacional